# Daleșove, Horodenka
Daleșove (în ucraineană Далешове) este localitatea de reședință a comunei Daleșove din raionul Horodenka, regiunea Ivano-Frankivsk, Ucraina.

## Demografie
Componența lingvistică a localității Daleșove
     Ucraineană (99,75%)
Conform recensământului din 2001, majoritatea populației localității Daleșove era vorbitoare de ucraineană (99,75%), existând în minoritate și vorbitori de alte limbi.